# Selman Waksman
Selman Abraham Waksman (Nova Pryluka, 22 juli [O.S. 08 juli] 1888 – Woods Hole, 16 augustus 1973) was een Joods-Oekraïense, later Amerikaans, biochemicus en microbioloog. Zijn onderzoek naar organische verbindingen en hun verrotting leidde tot de ontdekking van streptomycine, het eerste effectieve antibioticum tegen tuberculose. Voor deze ontdekking kreeg hij in 1952 de Nobelprijs voor Fysiologie of Geneeskunde.
In totaal heeft Waksmans werk geleid tot de ontdekking van meer dan 20 verschillende antibiotica.

## Biografie
Zolman Waksman werd geboren in het Keizerrijk Rusland (het huidige Oekraïne) als enig zoon van de Joodse ouders Jacob en Fradia (Londen) Waksman. Selmans enige zus (Miriam) overleed aan difterie toen hij negen jaar was. Omdat hij in 1910, kort na het verkrijgen van zijn diploma aan het Vijfde Gymnasium in Odessa, als jood niet tot de universiteit werd toegelaten emigreerde hij naar familie in de Verenigde Staten. Daar kreeg hij zes jaar later de Amerikaanse nationaliteit en veranderde hij zijn voornaam van Zolman in Selman.
Waksman studeerde in Amerika aan het Rutgers College te New Brunswick, waar hij in 1915 afstudeerde met een Bachelor of Science (B.Sc.) in Landbouw. Hij studeerde door aan Rutgers, en kreeg het jaar erop een Master of Science (M.Sc.). Tijdens zijn studie werkte hij ook onder begeleiding van de Russische immigrant Jacob Goodale Lipman aan een onderzoek naar bodembacteriologie. In 1918 haalde Waksman zijn Doctor of Philosophy aan de Universiteit van Californië, Berkeley.
Na zijn studie bleef Waksman werken aan de Rutgers-universiteit, bij het departement van Biochemie en Microbiologie. Hier ontdekte hij veel antibiotica waaronder actinomycine, patuline, streptothricine, streptomycine, griseine, neomycine, fradicine, candicidine en andere. In 1930 werd hij er hoogleraar microbiologie en in 1949 directeur van het Instituut voor Microbiologie, een functie die hij tot aan zijn pensioen in 1958 vervulde. Selman Waksman stierf op 16 augustus 1973. Hij was sinds 1916 gehuwd met zijn jeugdliefde Bertha Deborah Mitnik, die in 1913 naar de Verenigde Staten was geëmigreerd. In 1919 werd hun enig kind geboren, Byron Halsted Waksman, die later een vooraanstaand hoogleraar pathologie werd aan de Yale-universiteit.

## Werk
Waksman is vooral bekend door zijn studie naar rol van grondbacteria bij de afbraak van organisch materiaal, toegespitst op het verschijnel antibiose. Bij zijn onderzoek naar organische verbindingen en hun verrotting stuitte hij begin jaren veertig op streptomycine, dat een effectief geneesmiddel bleek te zijn tegen tuberculose. Voor het isoleren en het testen op proefdieren ervan riep hij de hulp in van Albert Schatz, een promotiestudent. Om besmetting met tuberculose te voorkomen werkte Schatz voornamelijk in een afgelegen kelder ingericht laboratorium, drie verdiepingen onder het kantoor van Waksman, waar zelfs Waksman nooit kwam.
Later ontstond tussen Waksman en Schatz een juridische strijd over de patentrechten van streptomycine, waarbij Waksman en de Rutgers-universiteit bestreden dat Schatz een belangrijke rol had in de ontdekking en stelden, dat deze dus geen aandeel had in de rechten. In een rechtszaak werd Schatz in het gelijk gesteld en hij ontving alsnog een aanmerkelijk geldbedrag maar het was een pyrrusoverwinning – Schatz werd door de wetenschappelijke gemeenschap buitengesloten. In zijn autobiografie noemde Waksman Schatz zelfs niet bij naam maar refereerde hem als "the graduate student".
Pas in 1994, vijftig jaar na de ontdekking van streptomycine, kreeg Schatz eerherstel toen de Rutgers-universiteit hem de hoogste onderscheiding toekende, de Rutgers-medaille. Waksman was toen reeds twintig jaar daarvoor overleden.

## Prijzen
Waksman ontving veel prijzen voor zijn werk na 1940. Behalve de Nobelprijs kreeg hij ook de Leeuwenhoekmedaille (1950), de Orde van de Rijzende Zon, aan hem gegeven door de keizer van Japan, en werd hij benoemd tot Commandeur in het Franse Legioen van Eer.
In 2005 werd Waksman vanwege zijn werk erkend als een ACS National Historical Chemical Landmark.

## Publicaties
Selman Waksman was auteur of co-auteur van meer dan 400 wetenschappelijke papers, en verschenen er 28 boeken waaraan hij zijn medewerking aan had verleend.
- Enzymes: Properties, Distribution, Methods and Applications (1926)
- Humus: origin, chemical composition, and importance in nature (1936, 1938)
- Principles of Soil Microbiology (1938)
- My Life with the Microbes (1954) (een autobiografie)